# Pugilato ai Giochi della X Olimpiade - Pesi medi
La competizione della categoria pesi medi (fino a 72,6 kg) di pugilato ai Giochi della X Olimpiade si è svolta dal 9 al 13 agosto 1932 al Grand Olympic Auditorium di Los Angeles.

## Classifica finale
| Pos.    | Atleta          | Nazione       |
| ------- | --------------- | ------------- |
| Oro     | Carmen Barth    | Stati Uniti   |
| Argento | Amado Azar      | Argentina     |
| Bronzo  | Ernest Pierce   | Sudafrica     |
| 4       | Roger Michelot  | Francia       |
| 5       | Manuel Cruz     | Messico       |
| 5       | Lajos Szigeti   | Ungheria      |
| 5       | Aldo Longinotti | Italia        |
| 5       | Hans Bernlöhr   | Germania      |
| 9       | Louis Lavoie    | Canada        |
| 9       | Bert Lowe       | Nuova Zelanda |

## Incontri
|  | Primo Turno 9 agosto | Primo Turno 9 agosto | Primo Turno 9 agosto |  |  | Quarti di Finale 10 agosto | Quarti di Finale 10 agosto | Quarti di Finale 10 agosto |         |                | Semifinale 11 agosto | Semifinale 11 agosto | Semifinale 11 agosto |         |               | Finale 13 agosto | Finale 13 agosto | Finale 13 agosto |
|  |                      |                      |                      |  |  |                            |                            |                            |         |                |                      |                      |                      |         |               |                  |                  |                  |
|  |                      |                      |                      |  |  |                            |                            |                            |         |                |                      |                      |                      |         |               |                  |                  |                  |
|  |                      |                      |                      |  |  | Carmen Barth               | Carmen Barth               | KO2                        |         |                |                      |                      |                      |         |               |                  |                  |                  |
|  |                      |                      |                      |  |  | Manuel Cruz                |                            |                            |         |                |                      |                      |                      |         |               |                  |                  |                  |
|  |                      |                      |                      |  |  |                            |                            |                            |         | Carmen Barth   | Carmen Barth         | P                    |                      |         |               |                  |                  |                  |
|  |                      |                      |                      |  |  |                            | Ernest Pierce              |                            |         |                |                      |                      |                      |         |               |                  |                  |                  |
|  |                      |                      |                      |  |  | Ernest Pierce              | Ernest Pierce              | P                          |         |                |                      |                      |                      |         |               |                  |                  |                  |
|  |                      |                      |                      |  |  | Lajos Szigeti              |                            |                            |         |                |                      |                      |                      |         |               |                  |                  |                  |
|  |                      |                      |                      |  |  |                            |                            |                            |         |                | Carmen Barth         | Carmen Barth         | P                    |         |               |                  |                  |                  |
|  |                      |                      |                      |  |  |                            | Amado Azar                 | Amado Azar                 | Argento |                |                      |                      |                      |         |               |                  |                  |                  |
|  |                      |                      |                      |  |  | Amado Azar                 | Amado Azar                 | P                          |         |                |                      |                      |                      |         |               |                  |                  |                  |
|  |                      |                      |                      |  |  | Aldo Longinotti            |                            |                            |         |                |                      |                      |                      |         |               |                  |                  |                  |
|  |                      |                      |                      |  |  |                            |                            |                            |         | Amado Azar     | Amado Azar           | P                    |                      | 3 posto | 3 posto       | 3 posto          |                  |                  |
|  | Roger Michelot       | Roger Michelot       | P                    |  |  |                            | Roger Michelot             | Roger Michelot             |         |                |                      |                      |                      |         |               |                  |                  |                  |
|  | Louis Lavoie         | Louis Lavoie         |                      |  |  | Roger Michelot             | Roger Michelot             | P                          |         |                |                      |                      |                      |         | Ernest Pierce | Ernest Pierce    | P                |                  |
|  | Hans Bernlöhr        | Hans Bernlöhr        | P                    |  |  | Hans Bernlöhr              | Hans Bernlöhr              |                            |         | Roger Michelot | Roger Michelot       |                      |                      |         |               |                  |                  |                  |
|  | Bert Lowe            |                      |                      |  |  |                            |                            |                            |         |                |                      |                      |                      |         |               |                  |                  |                  |